# 機根
機根（きこん）とは、仏の教えを聞いて修行しえる能力のこと。また仏の教えを理解する度量・器のことで、さらには衆生の各人の性格をいう。一般にいう根性は、この機根に由来する言葉である。

## 概要
「機」とは、人の心の機縁、はたらきを意味し、「根（中国語: 善根）」とは、その人の根本的な性質や性格を意味する。
釈迦仏は、インドで生まれ菩提樹の下で成道してから、さまざまな人に応じて説法をした。しかしそれら衆生の性格や気質はそれぞれ異なる。そのために各人に合わせて教えを種種雑多に説いた。これを対機説法（たいきせっぽう）・臨機応変（りんきおうへん）という。
大乗・小乗、頓教・漸教（頓＝すみやか、漸＝ようやく、すぐに悟れる教えを頓教、次第してようやく悟れる教えを漸教）などの差も、この機根に応じて説かれたものである。
仏が入滅した後、この「機根」に様々な等級がつけられるようになった。
- 正定聚機（しょうじょうじゅき） - 教えを聞いて必ず悟ることができる機根
- 邪定聚機（じゃじょうじゅき） - どうしても悟りえない機根
- 不定聚機（ふじょうじゅき） - 前の二つの中間にあって、どちらに進むか定かでない機根

という三定聚に分かつ。
仏教においては、弟子や衆生のこの機根を見極めて説法することが肝要で、非常に大事であるとされる。
また各種経典においては、
- 利根（りこん） - 素直に仏の教えを受け入れ理解する人
- 鈍根（どんこん） - 素直に仏の教えを受け入れず理解しにくい人

などという用語も説かれている。たとえば涅槃経四依品第8にも「是の無上なる大涅槃微妙の経典も、鈍根薄福の者、二乗の者は業報を受けるが故に聴聞を楽（ねが）わず、むしろ憎悪誹謗す。それは粟、稗を食す人が、稲米、石蜜を知らず、我れ食すもの第一なりというが如くなり」などとある。

### 根性
冒頭説明文にある通り、一般にいう根性はこの「機根」を由来とする言葉である。この場合、根性の根とは能力、あるいはそれを生み出す力・能生（のうしょう）のこと、性とは、その人の生まれついた性質のことを意味する。これが一般用語として転用されて使われるようになった。